# Tintinniden
Die Tintinniden (Tintinnida) sind marine (selten auch in Süß- und Brackwasser lebende) Wimpertierchen (Ciliaten) und gehören zum Zooplankton. Die 15 Familien dieser Ordnung umfassen mehr als 1000 Arten.

## Merkmale
Als Besonderheit besitzen sie eine kelch- bis krugförmige Lorica (äußere Schale) aus organischem Material (Proteine), die bei manchen Arten auch mineralische Bestandteile enthält. Nur solche Formen finden sich als Mikrofossilien in Sedimentgesteinen, während die rein organischen Gehäuse der meisten Vertreter bestenfalls in Konservatlagerstätten erhalten sind.
Das Gehäuse der Tintinniden ist von wabriger Bauart und besteht aus gallertartigem oder chitinähnlichem Material.

## Ökologie
Die zwischen 0,002 und 0,64 mm großen Ciliaten ernähren sich hauptsächlich von nannoplanktischen Diatomeen und autotrophen Flagellaten. Mit dieser Ernährungsweise bilden sie eine wichtige Verbindung für die Weitergabe organischen Materials zwischen den trophischen Ebenen der Nahrungskette zwischen Bakterien und größerem Zooplankton (Mikrobielle Schleife).

## Nachweise
1. ↑  C. M. Lalli & T.R. Parsons: Biological Oceanography - An Introduction
2. ↑  Urania Tierreich Wirbellose Tiere 1 Dr. rer. nat. habil Hans-Eckerd Gruner, 1981 Berlin, 3. Auflage, Urania-Verlag